# Proctophoroides
Proctophoroides is een vliegengeslacht uit de familie van de roofvliegen (Asilidae).

## Soorten
- P. hyalipennis (Macquart, 1838)
- P. latiforceps (Bromley, 1928)